# Andrzej Dziubek
Andrzej Paweł Dziubek, norweskie nazwisko: Andrej Nebb (ur. 14 czerwca 1954 w Jabłonce na Orawie) – polski muzyk i piosenkarz, założyciel m.in. polsko-norweskiej grupy De Press.
Od najmłodszych lat związany był z muzyką – początkowo jako członek zespołu regionalnego Małe Podhale, a w szkole średniej jako założyciel amatorskiego zespołu Lotony. W wieku kilkunastu lat przedostał się nielegalnie do Czechosłowacji, a stamtąd do Austrii. Następnie wyjechał do Norwegii, gdzie rozpoczął studia w Państwowej Szkole Sztuki i Rzemiosła w Oslo. W Norwegii przyjął nazwisko Nebb. W tym okresie założył też punkrockowy zespół Pullout. W kolejnych latach podjął studia w Państwowej Akademii Sztuk Pięknych w Oslo, w 1980 założył wraz z muzykami norweskimi zespół De Press, a w 1982 wydał pierwszy album eksperymentalnego zespołu Holy Toy. Nagrał też kilka albumów solowych. Oprócz działalności muzycznej zajmuje się także malarstwem i happeningiem, a swe prace wystawia, prócz własnej galerii w Oslo, także w Niemczech i Polsce.
W 2010 roku zaśpiewał utwór religijny „Suplikacje, Święty Boże” w aranżacji Michała Skarżyńskiego, stanowiący wstęp muzyczny i motyw przewodni do filmu dokumentalnego Mgła.
Gra na gitarze basowej (mimo że w młodości stracił w wypadku trzy palce lewej dłoni), przyciskając struny dłonią.
W czerwcu 2023 roku ukazała się autoryzowana biografia Andrzeja Dziubka Elektryczny Baca, autorstwa Bartłomieja Dyrcza.

## Dyskografia solowa
- Electric Evil Nebb Blagism (Music Corner, 1996)
- Andrej Nebb Kvite Fuglar (S2 Records, 2000)
- Dziubek Total blaga (Music Corner, 2003)

## Nagrody i wyróżnienia
| Rok  | Kategoria                     | Tytułem     | Nagroda        | Nota | Źródło |
| ---- | ----------------------------- | ----------- | -------------- | ---- | ------ |
| 2003 | Album roku – muzyka etno/folk | Total blaga | Fryderyki 2003 | Laur | [ 5 ]  |